# 정형민
정형민(1964년~)은 대한민국의 동물생명공학 박사이다.

## 생애
학위취득 후 1997년 차의과학대학교의 교수로 임용되었다. 차의과학대학교 의생명과학과 교수, 차의과학대학교 줄기세포치료 연구소 소장, (주)차바이오텍 대표이사를 지냈다. 교육과학기술부 국가 LMO 평가위원, 지식경제부 산하 국가 기술 자문 위원회 자문 위원으로도 활동하였다. 현재 건국대학교 의학전문대학원 줄기세포교실 교수이다.
정형민 박사는 한국의 줄기세포 연구 분야에서 20년 이상의 경험 갖고 있는 리더이다. 그의 연구는 인간유래 성체 및 배아줄기세포를 이용한 세포 치료제 개발에 목적을 두고 있으며, 인간배아줄기세포를 유래로 하여 생산된 망막세포, 인공 혈액, 심혈관 세포 등을 이용한 인간배아줄기세포 유래 세포치료제의 임상 적용에 집중 하고 있다. 2011년 차병원그룹 소속 당시 미국에 이어 세계 2번째로 인간배아줄기세포에서 분화유도된 망막색소세포를 이용한 희귀난치병(orphan disease)인 스타가르트병( Stargardt's macular dystrophy) 에 대한 임상시험 승인을 받았다.